# Akshiy (ort)
Akshiy (kazakiska: Aqshī, ryska: Акший, kazakiska: Ақши) är en ort i Kazakstan.   Den ligger i oblystet Almaty, i den sydöstra delen av landet, 1 000 km sydost om huvudstaden Astana. Akshiy ligger 649 meter över havet och antalet invånare är 4 923.
Terrängen runt Akshiy är platt åt nordväst, men åt sydost är den kuperad. Terrängen runt Akshiy sluttar norrut. Runt Akshiy är det ganska glesbefolkat, med 40 invånare per kvadratkilometer. Närmaste större samhälle är Turgen, 13,2 km söder om Akshiy. Trakten runt Akshiy består i huvudsak av gräsmarker.